# آنتونی تولیور
آنتونی تولیور (انگلیسی: Anthony Tolliver؛ زادهٔ ۱ ژوئن ۱۹۸۵) بازیکن بسکتبال اهل ایالات متحده آمریکا است.
از باشگاه‌هایی که در آن بازی کرده‌است می‌توان به آتلانتا هاوکس، پورتلند تریل بلیزرز، گلدن استیت واریرز، فینیکس سانز، سن آنتونیو اسپرز، و دیترویت پیستونز اشاره کرد.